# 川崎敬三の料理ジョッキー
『川崎敬三の料理ジョッキー』（かわさきけいぞうの りょうりジョッキー）は、NETテレビ（現・テレビ朝日）で1971年4月5日から1975年3月28日に平日の帯番組として生放送された雪印乳業(現・雪印メグミルク)グループと婦人生活社提供の料理番組である。
放送時間は平日9:30 - 9:45。

## 概要
パーソナリティーを務めた川崎敬三は、俳優業の傍ら、趣味として料理を楽しみ、東京スポーツのインタビューで「男は外で働くもの。家に帰ればひっくり返っています。料理は道楽ですよ」と述べており、「なんでもこなせる万能タレント」を目指していた。この番組ではプロの料理人から家庭でもできる料理を川崎や視聴者にレクチャーしたものであった。なお、最後の年度は川崎が『アフタヌーンショー』の司会に就任したため、同番組と兼務する形をとっていた。

## 出演ゲスト（1971年4月5日・スタート時）
（月）ベルナール・コロン（辻調理師専門学校講師）
（火）村上昭子（料理研究家）
（水）江上栄子（料理研究家）
（木）犬養智子（評論家）
（金）米津春日（大阪・ロイヤルホテルコック長）
（NETテレビ「川崎敬三の料理ジョッキー」（番宣広告）より。）

## 放送局
下記印は放送された当時の加盟および提携系列局
- 無印:NET系単独系列局
- △:TBS系列局
- □:日本テレビ系列局
- ▽:フジテレビ系列局
- ○:NET系と日本テレビ系のクロスネット局
- ◇:NET系と日本テレビ系とフジテレビ系のクロスネット局
- ＋:NET系と東京12チャンネルのクロスネット局
- ☆:NET系と日本テレビ系と東京12チャンネルのクロスネット局
- NETテレビ（日本教育テレビ、制作局）
- 北海道テレビ
- テレビ岩手○
- 福島中央テレビ○
- 新潟放送△
- 北日本放送□
- 北陸放送△
- 信越放送△（1973年時点で月 - 金 9:30 - 9:45にて放送）[6]→長野放送▽（1974年時点で月曜 - 金曜 16:00 - 16:15にて放送）[7]
- 静岡放送△
- 中京テレビ☆ - 日本テレビ系一本化に伴い、1973年3月で打ち切り。
- 毎日放送＋ - 当時は基本NET系列局だった。
- 山陰放送△
- 広島ホームテレビ
- 瀬戸内海放送
- 南海放送□
- 長崎放送△
- 熊本放送△
- 鹿児島テレビ◇
- 琉球放送△

## 資料
- 放送台本「1972年10月10日・笹小鯛チマキ寿司」